# Zdeněk Kolář
Zdeněk Kolář (ur. 9 października 1996 w Bystřicach nad Pernštejnem) – czeski tenisista.

## Kariera tenisowa
W karierze zwyciężył w trzech singlowych i dwunastu deblowych turniejach cyklu ATP Challenger Tour. Ponadto wygrał cztery singlowe oraz pięć deblowych turniejów rangi ITF.
W rankingu gry pojedynczej najwyżej był na 111. miejscu (13 czerwca 2022), a w klasyfikacji gry podwójnej na 110. pozycji (1 sierpnia 2022).

### Zwycięstwa w turniejach ATP Challenger Tour

#### Gra pojedyncza
| Końcowy wynik | Nr | Data             | Turniej  | Nawierzchnia | Przeciwnik      | Wynik finału  |
| ------------- | -- | ---------------- | -------- | ------------ | --------------- | ------------- |
| Zwycięzca     | 1. | 4 kwietnia 2021  | Oeiras   | Ceglana      | Gastão Elias    | 6:4, 7:5      |
| Zwycięzca     | 2. | 18 lipca 2021    | Jassy    | Ceglana      | Hugo Gaston     | 7:5, 4:6, 6:4 |
| Zwycięzca     | 3. | 19 września 2021 | Szczecin | Ceglana      | Kamil Majchrzak | 7:6(4), 7:5   |

#### Gra podwójna
| Końcowy wynik | Nr  | Data                | Turniej       | Nawierzchnia  | Partner             | Przeciwnicy                          | Wynik finału   |
| ------------- | --- | ------------------- | ------------- | ------------- | ------------------- | ------------------------------------ | -------------- |
| Zwycięzca     | 1.  | 21 maja 2017        | Samarkanda    | Ceglana       | Laurynas Grigelis   | Prajnesh Gunneswaran Vishnu Vardhan  | 7:6(2), 6:3    |
| Zwycięzca     | 2.  | 6 sierpnia 2017     | Liberec       | Ceglana       | Laurynas Grigelis   | Tomasz Bednarek David Pel            | 6:3, 6:4       |
| Zwycięzca     | 3.  | 20 sierpnia 2017    | Liberec       | Ceglana       | Roman Jebavý        | Igor Zelenay Matwé Middelkoop        | 6:2, 6:3       |
| Zwycięzca     | 4.  | 7 października 2018 | Ałmaty        | Twarda        | Lukáš Rosol         | Timur Chabibulin Jewgienij Karlowski | 6:3, 6:1       |
| Zwycięzca     | 5.  | 20 stycznia 2019    | Koblenz       | Twarda (hala) | Adam Pavlásek       | Jürgen Melzer Filip Polášek          | 6:3, 6:4       |
| Zwycięzca     | 6.  | 24 lutego 2019      | Bergamo       | Twarda (hala) | Laurynas Grigelis   | Tomislav Brkić Dustin Brown          | 7:5, 7:6(7)    |
| Zwycięzca     | 7.  | 23 lutego 2020      | Bergamo       | Twarda (hala) | Julian Ocleppo      | Luca Margaroli Andrea Vavassori      | 6:4, 6:3       |
| Zwycięzca     | 8.  | 13 września 2020    | Prościejów    | Ceglana       | Lukáš Rosol         | Sriram Balaji Divij Sharan           | 6:2, 2:6, 10–6 |
| Zwycięzca     | 9.  | 6 grudnia 2020      | Maia          | Ceglana       | Andrea Vavassori    | Lloyd Glasspool Harri Heliövaara     | 6:3, 6:4       |
| Zwycięzca     | 10. | 14 lutego 2021      | Potchefstroom | Twarda        | Marc-Andrea Hüsler  | Peter Polansky Brayden Schnur        | 6:4, 2:6, 10–4 |
| Zwycięzca     | 11. | 1 sierpnia 2021     | Poznań        | Ceglana       | Jiří Lehečka        | Karol Drzewiecki Aleksandar Vukic    | 6:4, 3:6, 10–5 |
| Zwycięzca     | 12. | 15 sierpnia 2021    | San Marino    | Ceglana       | Luis David Martínez | Rafael Matos João Menezes            | 1:6, 6:3, 10–3 |